# پر آلبین هانسون
پر آلبین هانسون (سوئدی: Per Albin Hansson; زاده ۲۸ اکتبر ۱۸۸۵ – درگذشته ۶ اکتبر ۱۹۴۶) سیاست‌مدار اهل سوئد بود.
وی از سپتامبر ۱۹۳۲ تا ژوئن ۱۹۳۶ و سپتامبر ۱۹۳۶ تا اکتبر ۱۹۴۶ نخست‌وزیر سوئد و در سال ۱۹۲۰، ۱۹۲۱ تا ۱۹۲۳ و همچنین ۱۹۲۴ تا ۱۹۲۶ وزیر دفاع سوئد بوده‌است.
او ریاست یک دولت وحدت ملی را بر عهده داشت که همه احزاب اصلی در ریکسداگ به استثنای حزب کمونیست را شامل می‌شد. هانسون با مسلط کردن سیاست سوسیال دموکرات‌ها بر سیاست سوئد که در طول قرن دوام خواهد آورد، میراث شگفت‌انگیزی در حزب خود به جا گذاشت و همچنین ایده سوئد را برای تبدیل شدن به «خانه مردم» ایجاد کرد. این امر تا اوایل دهه ۱۹۹۰دست نخورده باقی ماند، از جمله سیاست سختگیرانه بی‌طرفی، دولت توانست رفاه گسترده از طریق قوانین پارلمانی، و شرکت اجتماعی رفرمیستی به جای اجتماعی شدن مارکسیستی ابزار تولید را برقرار کند. پس از جنگ، هانسون یک کابینه سوسیال دموکرات تشکیل داد که از اکثریت مطلق در ریکسداگ برخوردار بود، تا اینکه در اواخر شب ۶ اکتبر ۱۹۴۶در راه بازگشت از محل کار به خانه، تسلیم حمله قلبی شد و جان سپرد.
در طول چهارده سال نخست‌وزیری هانسون در سوئد، طیف وسیعی از اصلاحات انجام شد، مانند مراقبت‌های دندانپزشکی یارانه‌ای، کمک هزینه فرزندان بر اساس آزمون درآمد برای بازنشستگان و زنان بیوه، کمک هزینه زایمان از طریق بیمه بیماری داوطلبانه، و قانونی در سال ۱۹۳۵که یارانه‌های دولتی برای ساخت خانه‌های آپارتمانی برای خانواده‌های دارای سه فرزند یا بیشتر، همراه با کمک هزینه مسکن برای خانواده‌های دارای بیش از دو فرزند ساکن در این خانه‌ها ارائه کرد.

## نگارخانه

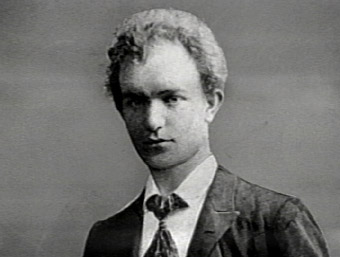
جوانی
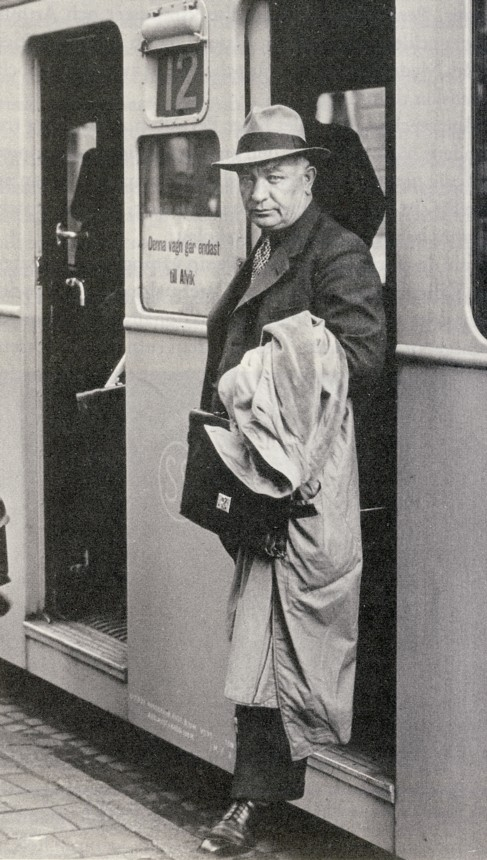
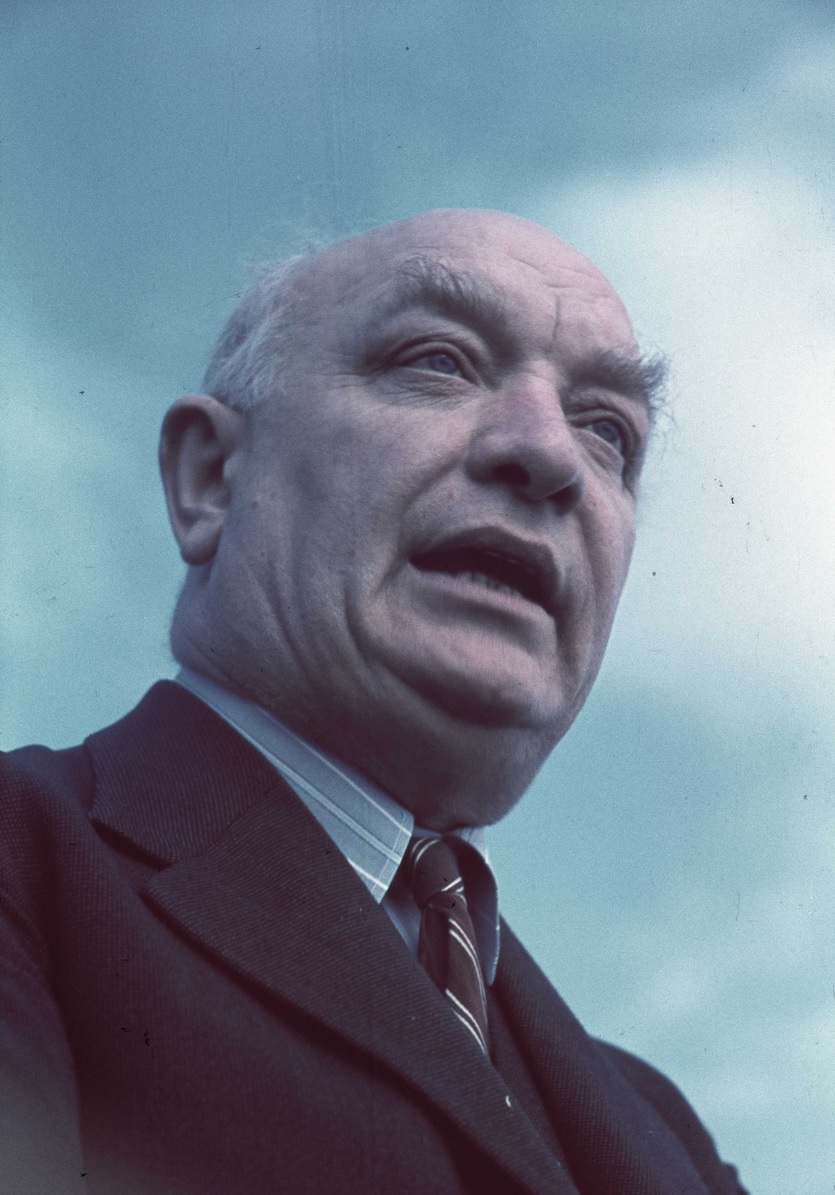
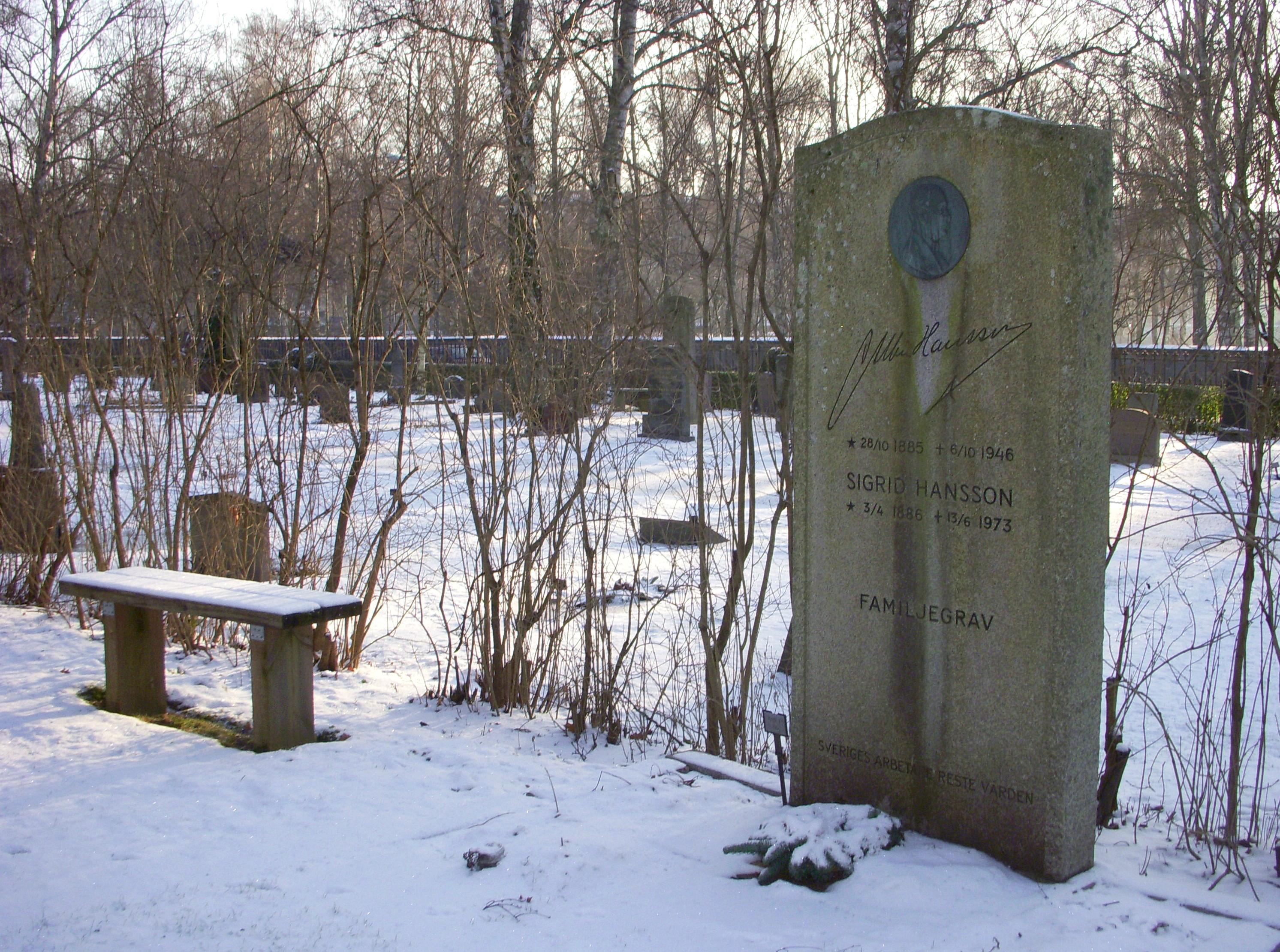
قبر پر آلبین هانسون